# Laviano
Laviano là một đô thị (comune) thuộc tỉnh Salerno trong vùng Campania của Ý. Laviano có diện tích 56 km2, dân số là 1510 người (thời điểm ngày 28 tháng 2 năm 2007).